# آدام بالشام
آدام بالشام (به انگلیسی: Adam of Balsham)، فیلسوف و اسقف آنگلو-نورمنی بود که در بالشام در نزدیکی کمبریج به‌دنیا آمد. وی به همراه پیتر لمبارد در دانشگاه پاریس مشغول به تحصیل شد و بعدها در پاریس مشغول تحصیل شد و افرادی همچون جان سالزبری و ویلیام صوری از شاگردان وی بودند. وی در ادامه توانست به مقام اسقفی در انگلستان برسد هرچند که در این زمینه اختلافاتی وجود دارد.

## آثار
- Lorenzo Minio-Paluello (ed.), Twelfth Century Logic: Texts and Studies. Vol. I:Adam balsamiensis parvipontani. Ars disserendi (Dialectica Alexandri), Rome: Edizioni di Storia e Letteratura, 1956.
- De utensilibus, (or Fale tolum) on rare words.